# Шервуд Парк
Шервуд Парк (енгл. Sherwood Park) је велико урбано насеље у централном делу канадске провинције Алберта. Смештено је источно од града Едмонтона и припада статистичкој регији Велики Едмонтон.
Иако је у насељу 2011. живело 64.733 становника, што га ставља на седмо место по броју становника у Алберти, Шервуд Парк службено има статус високоурбанизованог сеоског насеља. Међутим управо због броја становника влада Алберте је насеље Шервуд Парк означила као специјално урбано подручје (Urban Service Area) и што је еквивалент градског насеља, те се као такво сврстава у градска насеља Алберте. Исти статус има и насеље Форт Макмари у северном делу провинције. 
За разлику од класичних градова Шервуд Парком управља начелник округа Страткона у ком се налази. Цео округ има статус општине са специјалним статусом унутар граница Алберте. 
Насеље је настало на месту некадашње фарме почетком педесетих година прошлог века као сателитско насеље од стотињак кућа које су биле намењене радницима запосленим у индустријским погонима источно од Едмонтона. Први житељи населили су се 1955. године. Насеље је првобитно носило име Кемпбелтаун да би већ следеће године било промењено у садашње. 
Према резултатима пописа из 2011. у насељу је живело 64.733 становника што је за скоро 14% више у односу на процене за 2006. годину када је регистровано 56.845 становника.
Западно од града налази се велика индустријска зона у којој се налазе две велике рафинерије нафте, а у самом округу се налази још неколико мањих. 

## Становништво
| 1996.  | 2001.  | 2006.  | 2011.  |
| ------ | ------ | ------ | ------ |
| 41.989 | 47.645 | 56.845 | 64.733 |